# Tiény-Siably
Tiény-Siably est une localité de l'ouest de la Côte d'Ivoire et appartenant au département de Facobly, Région des Dix-Huit Montagnes. La localité de Tiény-Siably est un chef-lieu de commune.